# Золотой всадник (Элиста)
Золотой всадник — памятник герою народного эпоса «Джангар», расположен в столице республики Калмыкия, городе Элиста, в 1-м микрорайоне на пересечении улиц Джангара и Будённого на въезде в город.

## История
Памятник работы ростовского скульптора Николая Можаева был открыт 1 мая 2007 года.
Покрытый сусальным золотом восьмиметровый памятник располагается на 15-метровой стеле, установленной на искусственном кургане.
Образ золотого всадника, стоящего на стеле, символичен для калмыцкого народа. Это олицетворение смелости, отваги и мужества.
По задумке архитекторов, «Золотой всадник» парит в небе, охраняя степную жемчужину Элисту и её жителей, в правой руке он держит знамя, а в левой — монгольский лук.
С левой стороны всадника летит верный помощник-ястреб.